# Diego Molero Bellavia
Diego Molero Bellavia est un militaire et homme politique vénézuélien, né à Coro le 12 janvier 1960. Il a été commandant en chef des armées du pays avant de devenir  ministre de la Défense du Venezuela du 9 décembre 2012 au 5 juillet 2013.

## Engagements et critiques
Dans une lettre ouverte datée de mai 2012, l'ancien représentant permanent du Venezuela à l'Organisation des Nations unies (1991-1993) et ancien président du conseil de sécurité (1992) Diego Arria l'a désigné comme « ministre de la Défense de Chávez, pas celui du Venezuela » et l'accuse de violer la constitution. 
Le 9 décembre 2012, le président Hugo Chávez doit partir à Cuba pour une nouvelle opération contre le cancer et nomme Molero amiral en chef des forces armées et ministre de la Défense.
À la mi-janvier 2013, alors qu'il doit prêter serment pour son nouveau mandat, le président Hugo Chávez poursuit sa convalescence à Cuba. Cette situation provoque des incertitudes quant à la vacuité du pouvoir et c'est à cette occasion que le ministre de la Défense exprime le « soutien inconditionnel » des forces armées pour le président.
Le 5 juillet 2013, le président Nicolás Maduro l'a nommé ambassadeur du Venezuela au Brésil.